# Adam Webster
Adam Harry Webster (født 5. januar 1995) er en engelsk fodboldspiller, der spiller for Premier League-klubben Brighton & Hove Albion.

## Klubkarriere

### Aldershot Town
Den 6. august 2013 blev Adam Webster lejet ud til Aldershot Town indtil januar 2014. Fire dage senere debuterede han for klubben imod Grimsby Town, som endte 1-1 på udebane.

### Ipswich Town
Den 6. juni 2016 skiftede Adam Webster han til Ipswich Town.
Den 6. august 2016 debuterede han for klubben i en 4-1 hjemmesejr imod Barnsley.
Den 13. december 2016 scorede han sit første mål for klubben i et 2-1 tab imod Birmingham City.

### Bristol City
Den 28. juni 2018 blev det offentliggjort, at Adam Webster blev købt af Bristol City for 3.5 millioner pund.

### Brighton & Hove Albion
Den 3. august 2019 skiftede Adam Webster til Brighton & Hove Albion.
Den 27. august 2019 debuterede han for klubben i en EFL Cup-runde imod Bristol Rovers. Fire dage senere debuterede han i Premier League imod Manchester City.
Den 19. oktober 2019 scorede han sit første mål for klubben i et 2-1 tab imod Aston Villa på Villa Park.

## Landsholdskarriere
På den samme uge han debuterede for Portsmouths førstehold, blev han udtaget til Englands U/17-landshold for en venskabsturnering i Portugal.
I oktober 2012 blev han budt til at spille for Englands U/19-landshold, men hans træner i Portsmouth afviste buddet. Senere i måneden blev han udtaget til Englands U/18-landshold. Den 24. oktober 2012 debuterede han for U/18-landsholdet i en 2-0 sejr imod Italien.
Den 13. november 2012 debuterede han for Englands U/19-landshold i en 1-0 sejr imod Finland, hvor han blev skiftet ind i halvlegspausen.